# Metamorfopsia
Metamorfopsia (do grego meta, além/mudança + morfo, forma + opsia, visão) é um distúrbio visual caracterizado pela distorção de parte da visão. Assim, linhas retas parecem tortas, superfícies planas parecem distorcidas e/ou objetos não são completamente vistos. Geralmente indica problemas na retina ou na parte vascular do olho (coroides).
Pode ser sintoma de:
- Descolamento de retina;
- Degeneração macular relacionada à idade;
- Miopia patológica;
- Síndrome de histoplasmose ocular;
- Ruptura da coroides;
- Coroidite multifocal;
- Fase inicial de hipertensão intracraniana [carece de fontes?].

Pode ser diagnosticada usando uma Tela de Amsler ou uma folha com linhas paralelas e concorrentes. O tratamento e prognóstico dependem da causa.